# FKL
FKL — завод підшипників кочення і карданних валів знаходиться в місті Темерин , Сербія. FKL є єдиним заводом з виробництва підшипників і карданних валів на території Сербії і в країнах колишньої Югославії.

## Історія
- 18 листопада 1961 року створено підприємство під назвою „Металообробний сервісно-виробничий ремісничий кооператив” - „METALUM” по виробництву деталей для автомобілів, тракторів і надання всіх послуг в сфері металообробки.
- 3 лютого 1965 р відбувається перейменування в „Fabrika kotrljajućih ležajaTemerin” або скорочено „FKL”. З цього моменту основним напрямком виробничої діяльності заводу стає виробництво підшипників. Відбувається інтенсивний розвиток основної діяльності, впроваджуються процеси токарної, термічної обробки, шліфування та складання підшипників. Також підприємство займається ремонтом, технічним обслуговуванням і випробуваннями підшипників.
- У 1975 р завод повністю переходить на програму по виробництву підшипників і карданних валів.
- З 1980 по 1990 рік завод активно розвивається, закуповує на ті часи нове і сучасне обладнання. В цей період придбано шестишпиндельні автомати, верстати з ЧПУ, для токарної обробки і шліфування.
- У 1986 р завод переїжджає на нову виробничу площу в промисловій зоні міста Темерін , де були побудовані два сучасних цехи загальною площею 25000 м².
- З 1987 по 1988 рік була придбана і введена в експлуатацію спеціалізована лінія для термічної обробки кілець „AICHELIN”.
- З 1990 р FKL перетворюється в Товариство з обмеженою відповідальністю.
- У 2009 р завод почав процес приватизації.
- У 2015 р процес приватизації успішно завершено. На сьогоднішній день завод FKL на 100% знаходиться в приватній власності.
- З 2017 р FKL є основним постачальником підшипників для заводу з виробництва комбайнів ТОВ „Комбайновий завод „Ростсільмаш”, Росія.
- У 2018 р відбувається зміна правової форми: перехід від Акціонерного товариства до Товариства з обмеженою відповідальністю.

## ФКЛ сьогодні
FKL [Архівовано 21 жовтня 2020 у Wayback Machine.] завод, що спеціалізується на виробництві підшипників і підшипникових вузлів для сільськогосподарської техніки. Це один з небагатьох підшипникових заводів, який володіє повним виробничим циклом, що включає токарну обробку кілець, термічну обробку, виробництво сепараторів, шліфування, суперфінішну обробку кілець і складання підшипників. Завод налічує близько 700 співробітників, а 90% його продукції експортується на світовий ринок, в основному в країни Євросоюзу (ЄС), Росію, Україну, США, Нової Зеландії, Туреччини, Єгипту. Виробнича програма включає більше 5000 підшипників різних типів, призначень і характеристик. Завод має сертифікати ISO 9001:2015, ISO 14001:2015, OHSAS 18001:2007. FKL безперервно освоює нову продукцію, технологічні процеси і задіює всі свої ресурси. З цією метою співпрацює з муніципалітетом міста Темерін, Торгово-промисловою палатою Сербії і середньоосвітньою установою „Лукіан Мушіцкій”, в рамках навчання за спеціальністю „оператор механічної обробки”, в проекті дуальної освіти. Також в рамках проекту Tempus співпрацює з машинобудівним факультетом в Белграді, а у співпраці з професорами факультету технічних наук з міста Нові-Сад було опубліковано керівництво „Технологія обробки і системи обробки точінням і шліфуванням”..

## Виробнича програма FKL
1) Стандартна виробнича програма:
- самовстановлючі кулькові підшипники (Y - програма);
- радіальні кулькові підшипники;
- корпуси з сірого і високоміцного чавуну;
- підшипникові вузли.

2) Спеціальна програма, призначена для сільськогосподарської техніки:
- підшипники для дискових борін;
- підшипники для сівалок;
- підшипники для котків;
- підшипники для комбайнів;
- вижимні підшипники;
- інші спеціальні підшипники.

3) Програма карданних валів для:
- сільськогосподарської техніки;
- промисловості;
- автомобілів.

## Зовнішні посилання
- Офіційний сайт [Архівовано 21 жовтня 2020 у Wayback Machine.]
- OOO „Комбайновий завод „Ростсільмаш” [Архівовано 13 травня 2020 у Wayback Machine.]
- Стандартна виробнича програма [Архівовано 13 червня 2020 у Wayback Machine.]
- Спеціальна програма для застосування в сільському господарстві [Архівовано 13 червня 2020 у Wayback Machine.]
- Карданні вали і деталі для карданних валів [Архівовано 13 червня 2020 у Wayback Machine.]